# Древесные стрижи
Древесные стрижи, или хохлатые стрижи (лат. Hemiprocne), — род птиц из отряда стрижеобразных, единственный в семействе хохлатых стрижей, или древесных стрижей (Hemiprocnidae). Распространены в Индии, Юго-Восточной Азии и на тихоокеанских островах к западу от Соломоновых островов. Селятся в основном на высоких деревьях, выступающих над пологом леса.
Птицы с длиной тела от 15 до 31 см с длинными крыльями, вильчатым хвостом, небольшим хохолком на голове и чёрной маской на лице. В отличие от настоящих стрижей, четвёртый палец на лапе направлен назад, что позволяет им сидеть на ветвях деревьев. В полёте совмещают манёвренность ласточек с высокой скоростью стрижей. Небольшое гнездо древесные стрижи сооружают из склеенных слюной листьев, перьев и кусочков коры. Единственное яйцо в гнезде закрепляют также с помощью слюны; насиживают оба родителя, сидя на ветке и согревая яйцо задней частью брюшка. Основу питания составляют насекомые, такие как мухи, мелкие жуки, муравьи, пчёлы, которых птицы ловят, бросаясь с присады.
Все древесные стрижи были описаны в промежуток с 1802 по 1833 год. В 1829 году германский зоолог Христиан Людвиг Нич выделил род Hemiprocne, однако только после опубликованной в 1990 году классификации Сибли — Алквиста произошло разделение древесных и настоящих стрижей на отдельные семейства, которое поддерживается не всеми учёными.

## Этимология
Исторически древесные стрижи получили несколько конкурирующих названий как на латыни, так и на других языках. Самое первое название рода — Hemiprocne (от греч. ἡμι- — «полу», лат. progne — «ласточка») — было дано в 1829 году Христианом Людвигом Ничем и предвосхитило разделение стрижей и ласточек, при этом Нич использовал множественное число — Hemiprocnes. В XIX веке были также распространены латинские названия Macropteryx (от греч. μακρος — «длинный», греч. πτερυξ — «крыло») и Dendrochelidon (от греч. δενδρον — «дерево», греч. χελιδων — «ласточка»), однако приоритетным являлось первое название. Вслед за изменением родового названия произошла корректировка окончаний видовых названий. Из-за некоторой путаницы одно время в XIX веке название Hemiprocne использовалось для саланган.
В 1960 году американский орнитолог Кеннет Кэрролл Паркес предложил закрепить за птицами английское название «treeswifts» (дословно «древесные стрижи»), что было поддержано южноафриканским орнитологом Ричардом Кендаллом Бруком, который отмечал запутанность названий этих птиц, в частности тот факт, что различные авторы могли использовать одинаковое название для обозначения разных видов. Другим часто используемым названием семейства является «crested swifts» (дословно «хохлатые стрижи»), однако, по словам Брука, оно лучше характеризует отдельный вид, чем всё семейство.
В русском языке используются оба варианта перевода, как «хохлатые…», так и «древесные стрижи». Один из видов — Hemiprocne longipennis — в ранних работах имел видовое название klecho, созвучное некоторым позывкам птиц. По-русски данный вид стали называть клехо. В последнее время это слово легло в основу названий большинства представителей семейства.

## Описание

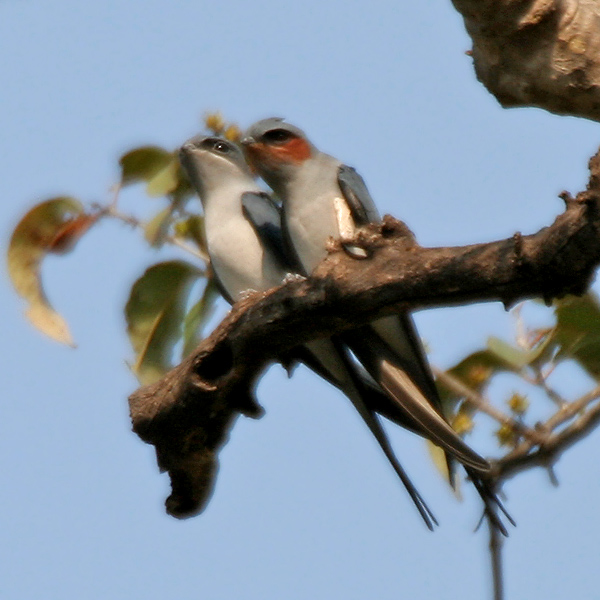
Пара хохлатого клехо

Древесные стрижи — небольшие птицы с длинными крыльями и вильчатым хвостом, обладающие слегка блестящим оперением. Общая длина ушастого клехо, самого маленького из древесных стрижей, составляет 15—17 см, длина его крыла — 12—14,5 см, общая длина и длина крыла усатого древесного стрижа, самого большого представителя семейства, составляют 28—31 см и 19,5—24,5 см, соответственно. Самки и самцы древесных стрижей обычно имеют схожие размеры, половой диморфизм выражен в окраске — у самцов по сторонам головы около кроющих перьев уха находятся красные или бурые пятна. Самцы хохлатого клехо обладают самым крупным рыжим пятном на щеке по сравнению с остальными древесными стрижами.
От других стрижей древесных отличают хохол и чёрная маска на лице. У блестящего и хохлатого клехо хохол длиной 2,5—3 см заметен хорошо, а маска выражена слабо. Ушастый клехо и усатый древесный стриж, напротив, почти не имеют хохла, но обладают ярким рисунком на лице: белые брови начинаются от верхнего основания клюва и продолжаются до затылка, а белые усы проходят вдоль челюсти до задней части шеи. Слабо выраженные полосы на лице могут присутствовать и у самок хохлатого клехо. Как и у многих насекомоядных птиц, включая настоящих стрижей, край рта у древесных стрижей расположен далеко за уровнем глаз. Клюв у птиц маленький, чёрного или тёмно-пурпурного цвета. Тёмно-коричневые глаза, напротив, непропорционально большие, что может быть связано с тем, что птицы обычно охотятся в сумерках.
Оперение древесных стрижей мягче, чем у настоящих стрижей, более похожее на оперение воробьинообразных. У взрослых птиц окраска крыльев, хвоста и верхней части головы в основном чёрная, глянцевая, с синим или зелёным отливом. Почти всё крыло образовано первостепенными маховыми перьями. Третьестепенные маховые перья, а также их кроющие перья и перья над лопатками, образуют контрастное белое пятно. Чаще всего центральная часть брюха и подхвостье у птиц светлые, единственное исключение составляет ушастый клехо (в некоторых источниках называется тёмный подвид усатого древесного стрижа, что, по-видимому, связано с путаницей в названиях). Коготь на первом пальце крыла отсутствует.
Как и у ласточек, у древесных стрижей достаточно длинный хвост, его длина составляет от 58 до 85 % длины крыла. Для древесных стрижей характерен разрез на хвосте, намного более глубокий, чем у любого представителя настоящих стрижей. В зависимости от вида, разрез варьирует от 45 до 70 % общей длины хвоста. Самая большая разница между пятым (внешним) и четвёртым рулевым перьями наблюдается у усатого древесного стрижа — 60 ± 10 мм, немногим меньше у хохлатого клехо — 50 ± 5 мм, далее следуют блестящий и ушастый клехо с разницей 25 ± 5 мм и 12,5 ± 3,5 мм, соответственно. У взрослых птиц внешние рулевые перья заметно уже и острее, чем у молодых особей. Британский орнитолог Джон Гульд высказал предположение, что перья хвоста у птиц полностью формируются только через два — три года после появления на свет. У древесных стрижей сложенные крылья почти такой же длины, как и хвост. На насесте глубоко скрещённые кончики крыльев и плотно прижатые кончики хвоста, выступающие из-под них как шипы, придают древесным стрижам легко узнаваемые очертания.
Порядок линьки древесных стрижей в основном совпадает с таковым у настоящих стрижей: перья меняются последовательно от первого первостепенного махового пера до внешнего края крыла. Исключение составляет усатый древесный стриж, у которого линька первостепенных перьев начинается с середины крыла. Возможно, такой порядок позволяет уменьшить общие затраты времени на смену перьев, а также всё время поддерживать количество относительно свежих перьев, достаточное для полёта.
Основным отличием от других представителей отряда являются лапы, приспособленные для сидения на ветвях деревьев, у древесных стрижей лапа анизодактильная — четвёртый палец направлен назад. Лапы обычно чёрные или тёмно-пурпурные, без оперения. Кроме того, древесные стрижи отличаются от настоящих стрижей некоторыми деталями формы черепа и скелета, анатомией предплюсны и сухожилий, управляющих пальцами.

## Поведение
Поведение древесных стрижей вдали от гнезда изучено слабо. Они напоминают и настоящих стрижей, и ласточек, причём больше похожи на последних, а ушастый клехо «больше похож на ласточку, чем большинство ласточек».

### Полёт

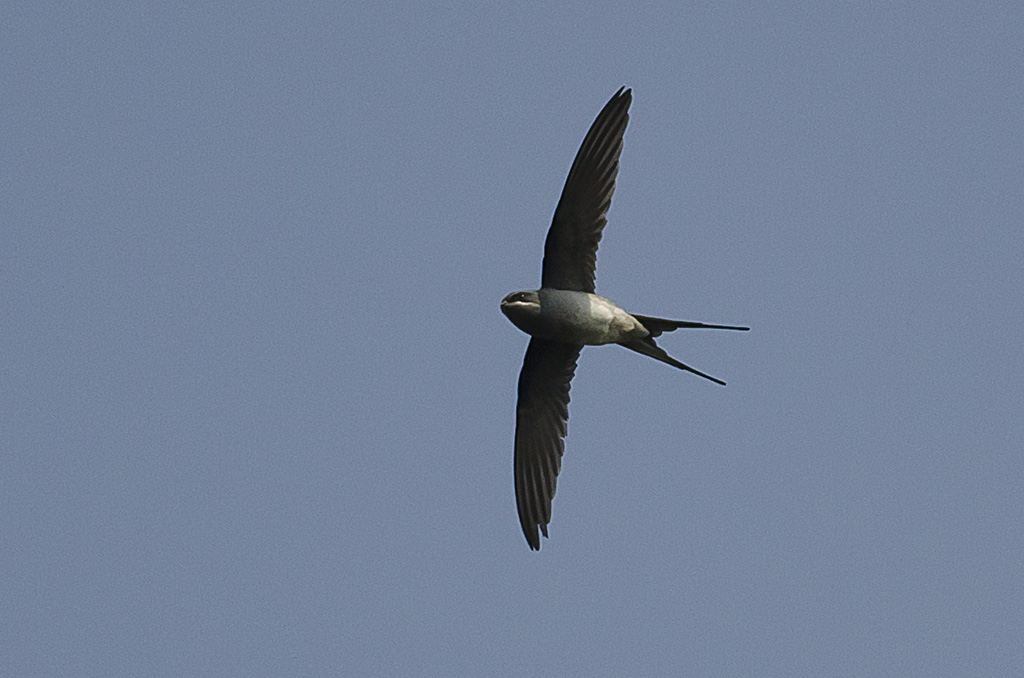
Самка хохлатого клехо в полёте

Полёт древесного стрижа представляет собой комбинацию сложных манёвров ласточек и высокой скорости стрижей. Учёные провели сравнение полётных характеристик некоторых настоящих стрижей и усатого древесного стрижа — единственного, размеры и масса которого измерены достаточно точно. Такое исследование возможно из-за похожей формы крыла у представителей этих семейств. Соотношение площади крыла и массы тела определяет подъёмную силу, создаваемую на единицу площади крыла. У усатого древесного стрижа нагрузка на крыло меньше, чем у представителей рода стрижи (Apus), и существенно меньше, чем у колючехвостых стрижей (Hirundapus). Блестящий и хохлатый клехо, обладающие средними размерами, по всей видимости, имеют схожие показатели, по крайней мере, их полёт также напоминает плавное скольжение. Ушастый клехо, напротив, часто машет крыльями в полёте и напоминает небольших настоящих стрижей, являясь одним из самых манёвренных среди всех стрижей.
Высокая манёвренность древесных стрижей связана с длинным хвостом, похожим на хвост ласточек. Капитан Бойз, описывая хохлатых клехо в 1840-х годах, отметил, что хвост птиц в полёте постоянно открывается и схлапывается, напоминая ножницы. Иногда птиц в полёте сравнивают также с насекомоядными щурками (Merops).

### Вокализация
В ранних наблюдениях звуковые сигналы древесных стрижей сравнивали с позывками попугаев, кроме того, в воздухе птицы непрерывно повторяли «chiffle, chaffle» или «klecho, klecho».
Очень похожую, почти идентичную, вокализацию можно наблюдать у блестящего и хохлатого клехо. Репертуар этих двух видов древесных стрижей включает мощные позывки, привязанные к социальному поведению птиц. Во время совместного полёта они используют двусложные «ti-chuk», «whit-chuk», «kee-kik» или «chwe-chwep», приветствуя соседей по насесту — трёхсложные «kip-kee-kep» или «ki-kee-kik» с ударением на среднем слоге. К типичным позывкам также относятся как одиночные, так и серийные, односложные «kee» или «kia». С социальным поведением связаны также позывки усатых древесных стрижей. Для них характерны пронзительный крик «kiiee» или «whiiee», в том числе во время полёта, и более мягкий свист «owi-wi-wi-wi». Во время полёта птицы также могут издавать громкий «wick», напоминающий звуковые сигналы настоящих ястребов (Accipiter). Менее социальным и более тихим является ушастый клехо, его позывки включают «chew» или «kweeo», а также короткие повторяющиеся сигналы «kwee kwee, kwi-kwi-kwi-kwi» или «she-she-she-SHEW-she».

## Распространение

### Ареал
Древесные стрижи обитают в Индии, Юго-Восточной Азии и в западной части островов Тихого океана до Соломоновых островов. Датский орнитолог Финн Саломонсен относил блестящего и хохлатого клехо к примитивным видам, которые не продвинулись на восток дальше острова Сибуту в архипелаге Сула, в то время как ушастый клехо населяет также Большие Зондские и Филиппинские острова. Наиболее развитым, по его мнению, является усатый древесный стриж, единственный, обитающий на островах австралийского региона. Усатый древесный стриж был отмечен на высоте около трёх тысяч метров на горе Джая, постоянно покрытой снегом, однако данная отметка представляется сомнительной.
Ареалы различных видов древесных стрижей в основном не пересекаются. Ареалы блестящего клехо и усатого древесного стрижа разделены водным препятствием на западе Малакки. Блестящий и хохлатый клехо обитают на одной территории на юго-западе Таиланда, при этом блестящий клехо предпочитает хвойные леса, в то время как хохлатый — лиственные. Аналогичные исследования на юге Мьянмы не проводились. Исключение составляют ушастый и блестящий клехо, которые делят обширную территорию в Юго-Восточной Азии.
Древесные стрижи ведут преимущественно оседлый образ жизни. Сезонные локальные перемещения могут осуществлять хохлатые и блестящие клехо, при этом размеры стай на полуострове Малакка дают основания предположить, что эти перемещения охватывают довольно большие территории. Локальные кочёвки возможны у усатого древесного стрижа. Ушастый клехо остаётся на своей кормовой территории в течение всего года.

### Среда обитания

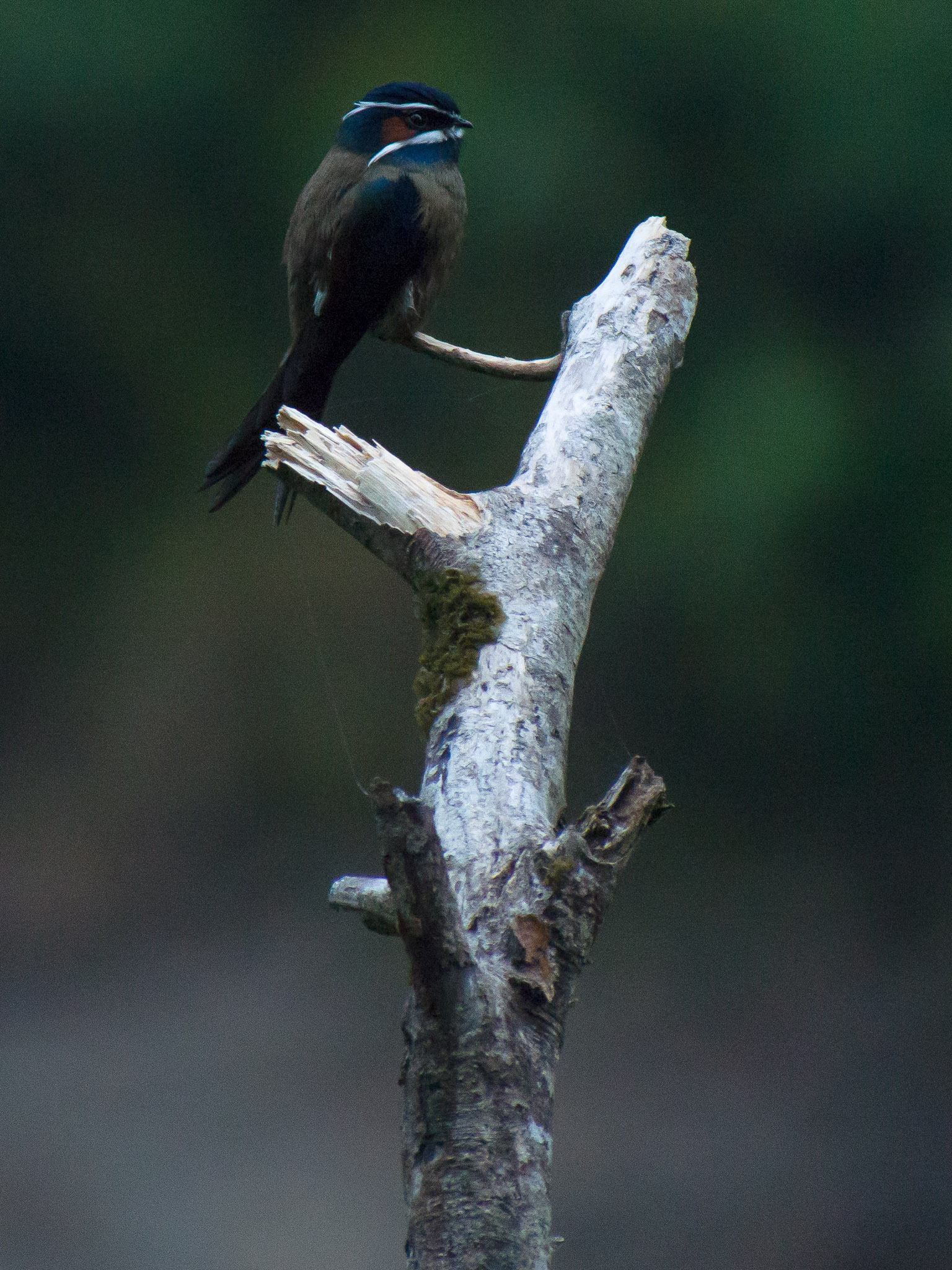
Ушастый клехо на голой ветке

Большинство древесных стрижей селятся на деревьях, возвышающихся над пологом леса, обычно там, где за лесом следует открытое пространство — русла рек, расчищенные ветром территории, системы автодорог, сельскохозяйственные площади. Самая большая плотность хохлатых и блестящих клехо, а также, видимо, усатых древесных стрижей, приходится на зрелые парковые посадки, а также леса около сельскохозяйственных участков. Однако даже в лесопосадках древесные стрижи предпочитают местные деревья, в частности дуриан. Самой разнообразной является среда обитания блестящего клехо, которого можно встретить как в зрелых мангровых лесах на побережье, так и в вечнозелёных горных лесах на высоте 1000—2000 метров над уровнем моря, а также в садах и парках. Хохлатый клехо — единственный из древесных стрижей, который чаще всего обитает в лиственном лесу; деревья таких лесов относятся большей частью к родам аногейссус (Anogeissus), босвеллия (Boswellia) и тектона (Tectona). Ушастый клехо предпочитает селиться около просёлочных дорог. Представители семейства не встречаются в монокультурных посадках масличных пальм (Elaeis guineensis), которые в настоящее время занимают всё бо́льшие площади в регионе. Несмотря на то, что древесные стрижи выигрывают от некоторой фрагментации лесного покрова, они не могут обитать в районах с полной вырубкой высоких деревьев.
В то время, как ушастый клехо в основном обитает в глубине леса, остальные три вида живут на его краю и предпочитают использовать в качестве насеста голые открытые ветки в верхних частях кроны. Ушастый клехо также предпочитает открытые площадки, но обычно селится намного ниже в деревьях. Ушастые клехо и усатые древесные стрижи на своей территории могут садиться на линии электропередач.
Международный союз охраны природы относит всех представителей семейства к видам, вызывающим наименьшие опасения. Древесные стрижи считаются обычными птицами на всём ареале, но в некоторых районах потеря среды обитания может сказаться на численности. Наблюдается существенное сокращение популяции блестящего клехо в Сингапуре, по всей видимости, связанное с сокращением числа насекомых из-за пестицидов. На западе Индонезии, особенно на острове Ява, местные жители ведут охоту на птиц, в том числе древесных стрижей, что может представлять угрозу местной популяции блестящего клехо.

## Питание
Основу рациона древесных стрижей составляют членистоногие, однако особенности питания представителей семейства изучены очень слабо, какие-либо численные данные отсутствуют полностью. Известно, что усатый древесный стриж может питаться пчёлами, муравьями, полужесткокрылыми и жесткокрылыми, хохлатый клехо — полужесткокрылыми и жесткокрылыми, блестящий клехо — термитами и пчёлами, информация о рационе ушастого клехо отсутствует. При этом неясно, как древесные стрижи справляются с пчелиным ядом, а также «химической защитой» настоящих щитников (Pentatomidae), которые входят в рацион усатого древесного стрижа.
Древесные стрижи в основном активны в сумерках. Известно, что крупные виды интенсивно кормятся рано утром и поздно вечером, а усатый древесный стриж совершает вылазки и после наступления темноты. Кроме того, все представители семейства особенно активны после дождя. Обычно птицы ловят насекомых в полёте, но ушастый клехо может иногда снимать их с листьев, сидя на ветке.
Птицы часто привязаны к кроне домашнего дерева, с которой они отправляются на охоту, при этом эффективно используя намного меньшие кормовые территории, чем настоящие стрижи. В зимние месяцы блестящие клехо формируют стаи размером до 50 птиц, занимая из года в год одно и то же дерево, с которого они бросаются в полёт за насекомыми. Усатые древесные стрижи также практикуют охоту в стаях, но их стаи более многочисленны, в западной части Папуа — Новой Гвинеи наблюдали стаю размером около двух тысяч птиц. Ушастые клехо, в отличие от остальных видов древесных стрижей, никогда не охотятся на открытом пространстве. Они кормятся на небольшой территории исключительно парой, изредка сопровождаемые одним птенцом. Кормовая территория такой пары включает кроны двух — трёх деревьев и пересекается только с одним видом, питающимся насекомыми, — заметно меньшей белобрюхой саланганой (Collocalia esculenta). Остальные древесные стрижи могут делить кормовые территории в любое время года, часто можно встретить вместе две или три пары, которые охотятся совместно. В отличие от настоящих стрижей, они не делятся информацией о подходящих местах для гнездования взамен на информацию о кормовых территориях.

## Размножение
У древесных стрижей продолжительный сезон размножения с перерывом от поздней осени до середины зимы. Его пик приходится на весну и начало лета, в некоторых регионах возможны два пика.
Предположительно, некоторые звуковые сигналы древесных стрижей имеют характер ухаживания, но никаких специфических особенностей поведения зафиксировано не было. Не так много известно и о спаривании птиц. На острове Сулавеси была отмечена пара блестящих клехо, совокупляющаяся в воздухе: на протяжении трёх секунд птицы были сцеплены вместе и громко кричали, при этом крылья самца были полностью расправлены. В то же время известно два независимых описания усатых древесных стрижей, совокупляющихся на насесте.

### Гнездо

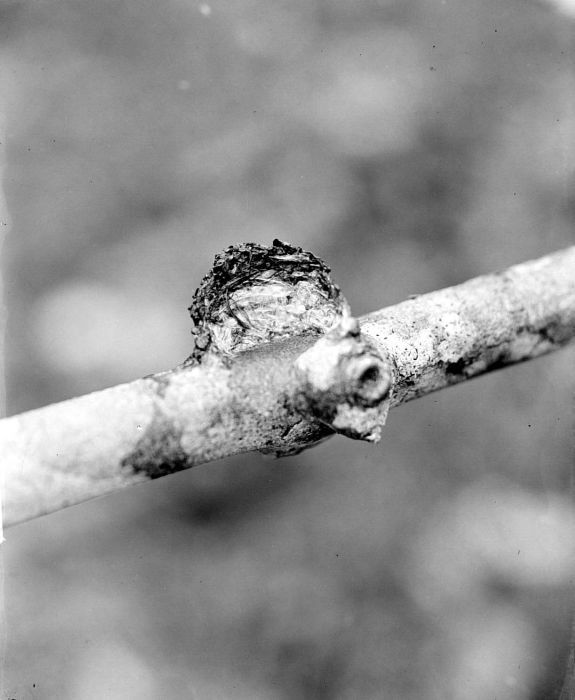
Гнездо блестящего клехо, фотография сделана примерно в 1930 году

Самка и самец вместе строят гнездо, добавляя в сформированный из слюны и ещё не затвердевший каркас небольшие кусочки коры и мха, а также перья, чаще всего собственные. Ушастые клехо продолжают работу над гнездом и во время инкубации. Размеры гнезда варьируют у разных видов, но максимальный диаметр составляет 25—40 мм, чего едва хватает, чтобы поместить одно вертикально расположенное яйцо. Пустое гнездо напоминает естественный нарост на ветке, однако яйцо в нём хорошо заметно.
Древесные стрижи строят гнёзда на высоте 25—40 футов (7,5—12 м), иногда намного выше. Гнездо обычно прикреплено к тонкой голой веточке сбоку, что обеспечивает доступ к нему почти с любого направления, а также предупреждает приближение хищников. Небольшие тропические птицы часто спят на длинных и тонких ветках, чтобы вовремя заметить приближение змей, которые обычно активны ночью.

### Яйца
Яйца древесных стрижей имеют форму правильного овала, цвет варьирует от белого до бледного оттенка серого (у ушастого клехо), а текстура — от матовой до небольшого глянца. Музейные коллекции содержат очень небольшое количество яиц представителей данного семейства. Двенадцать яиц хохлатого клехо имели размеры в диапазоне 23—26 × 15,5—19 мм, шесть яиц блестящего клехо — 23—24,5 × 17—18 мм, по одному яйцу ушастого клехо и усатого древесного стрижа — 20 × 15 мм и 30 × 20 мм, соответственно.
Предположительно, яйцо крепится к гнезду с помощью слюны, так как без дополнительной фиксации оно вряд ли могло бы удержаться на тонкой, качающейся на ветру ветке. При этом неясно, является такое закрепление осознанным действием родителей или происходит автоматически при затвердевании слюны, которая используется при строительстве. Оно препятствует вращению яйца во время инкубации, выполняемому большинством птиц. Учёные полагают, что такое вращение в какой-то мере заменяется колебанием ветки на ветру, из-за чего содержимое яйца перемещается в скорлупе. Подобным образом действуют и пальмовые стрижи (Cypsiurus parvus), которые также строят открытые качающиеся на ветру гнёзда, но прикрепляют их снизу к пальмовым листьям.
В зависимости от положения гнезда и толщины ветки, на которой оно построено, взрослые птицы могут по-разному высиживать яйца. Обычно они садятся на ветку лицом к гнезду и оседают на него, опуская нижнюю часть груди и живот таким образом, что кажется, что птица просто сидит на ветке, но могут садиться и на само гнездо. Наблюдения за ушастым и хохлатым клехо показали, что самки сидят на яйце в два-три раза больше, чем самцы. Как правило, при смене родителей яйцо открывается только на несколько мгновений, однако некоторые ушастые клехо могут оставить яйцо без присмотра на несколько минут.

### Птенцы

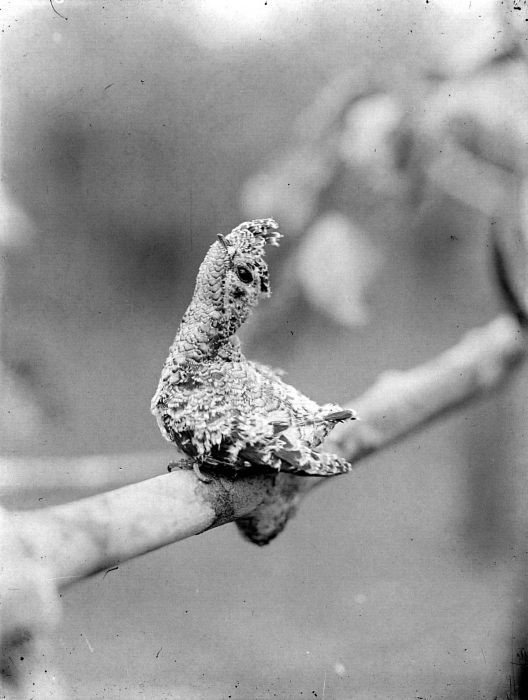
Птенец блестящего клехо, фотография сделана ранее 1933 года

Продолжительность инкубационного периода и периода ухода за птенцами точно неизвестна. У усатого древесного стрижа в общей сложности она составляет более 60 дней. У ушастого клехо в Малайзии птенцы вылупляются на 21-й день или чуть раньше, а ещё через 28 дней они начинают летать. При этом родители продолжают время от времени кормить птенцов ещё как минимум три недели. На ранних стадиях родители отрыгивают болюс прямо в рот молодых птенцов. Позднее птенцы сами могут брать пищу изо рта родителей.
Только что вылупившиеся птенцы покрыты эмбриональным пухом на многих птерилиях, у четырёхдневных птенцов пух присутствует уже на всех птерилиях. За две — три недели до первого полёта у молодых птенцов формируются первые контурные перья. Оперение птенцов всех древесных стрижей сильно отличается от оперения взрослых птиц. Перья крыльев, хвоста и головы, а также кроющие перья, обычно сажисто-чёрные, по стороне пера проходит широкая яркая полоса, кончик пера также ярко окрашен. Цвет каймы варьирует от белого до рыжевато-кремового в зависимости от вида, у усатого древесного стрижа она, как правило, рыжая. Шапочка на голове у птенцов имеет розовато-коричневые, тёмно-коричневые и/или рыжие зоны, которые впоследствии формируют цветовой рисунок на лице у взрослых птиц. Ярко-белое пятно на третичных маховых перьях у птенцов отсутствует, перья на этом месте окрашены в розовато-коричневый цвет с тёмно-коричневой полосой. Перья снизу также розовато-коричневые с тёмно-коричневой внешней полосой и белыми кончиками. У птенцов усатого древесного стрижа оперение на груди схоже с оперением сверху, а ниже груди перья окрашены в полосы чёрного, рыжего и белого цветов.
Птенцы быстро перерастают размеры гнезда и выбираются из него на ветку, их окраска напоминает покрытую лишайником кору небольшого сучка, а поведение только усиливает этот эффект. Оставаясь без присмотра, они сидят строго вертикально, запрокинув голову и задрав клюв. Глаза птенцов, тёмные и заметные на таком фоне, обычно закрыты.
Ближе к концу сезона размножения крупные древесные стрижи формируются в группы. Первый полёт поздних птенцов блестящего клехо может сопровождаться шумной стаей птиц, которая, предположительно, включает и родителей. Такие стаи привлекают внимание карликовых соколов (Microhierax). Вскоре после того, как птенцы начинают летать, у них проходит первая линька, в результате которой голова и тело приобретают взрослую окраску, в то время как оперение крыльев и хвоста не меняется. Перья молодых птиц постепенно теряют характерную белую окантовку, так что основным отличием становятся тупые кончики внешних рулевых перьев. Полная линька происходит только на следующий год.

## Взаимоотношение с человеком
Несмотря на то, что древесные стрижи довольно заметны и часто селятся на окраинах деревень, нет никаких культурных или экономических связей между ними и местным населением. В связи с тем, что древесные стрижи питаются довольно большим количеством насекомых, в том числе потенциально вредных, возможно, они оказывают положительный эффект на сельское хозяйство, однако этому предположению нет никаких подтверждений.
Древесные стрижи не боятся людей, по-видимому, полностью полагаясь на удалённость своих насестов от земли. Доверчивое поведение пары хохлатых стрижей в 1939 году описал индийский фотограф Эрнест Херберт Ньютон Лаутер (англ. E. H. N. Lowther). Будучи в Дханбаде на западе Индии, он захотел исследовать их гнездо, но птицы не улетали, даже когда он фотографировал со специально построенной платформы на расстоянии вытянутой руки от гнезда. На второй день самка позволила ему взъерошить перья и схватила за предложенный палец. Чтобы посмотреть содержимое гнезда, Лаутер был вынужден сдвинуть с него взрослую птицу.

## Эволюция
По-видимому, древесные стрижи отделились от общего ствола стрижеобразных ещё до разделения типичных стрижей и колибри, они сохранили ряд примитивных черт. Исследования, проведённые в 2013 году, показали, что Scaniacypselus wardi и Scaniacypselus szarskii относятся к стем-группе типичных стрижей. Учитывая достаточно точные сведения об их возрасте, учёные предположили, что разделение на типичных и древесных стрижей произошло не менее 51 млн лет назад.
Несколько сохранившихся костей Aegialornis ( Lydekker, 1891) раннего палеогена по своим особенностям напоминают и древесных стрижей. Некоторые учёные считают его последним таксоном, предшествующим выделению типичных стрижей. Он закончил своё существование во время эоцен-олигоценового вымирания. Останки Eocypselus ( Harrison, 1984) в отложениях раннего эоцена также поначалу были отнесены к данному семейству. В отложениях позднего эоцена и раннего олигоцена во Франции был обнаружен Cypselavus gallicus ( Gaillard, 1908) — вид, схожий, по мнению ряда учёных, с древесными стрижами. Эти птицы были заметно меньше всех представителей рода Aegialornis.
По мнению немецкого палеонтолога Геральда Майра (2003), связь всех трёх родов с древесными стрижами основана на плезиоморфологических характеристиках. Он показал монофилию клады древесных стрижей, типичных стрижей и колибри, в которую не входят Eocypselus и Aegialornis. Обнаруженные в 2013 году останки другого представителя Eocypselus с сохранившимся оперением и проведённый анализ позволили подтвердить перемещение рода за пределы этой краун-группы.

## Систематика
Вплоть до конца XIX века многие таксономисты, включая Карла Линнея и Конрада Якоба Темминка, не различали древесных стрижей, стрижиных (Apodidae) и ласточковых (Hirundinidae). В 1829 году Христиан Людвиг Нич предвосхитил разделение стрижей и ласточек, выделив род Hemiprocne, а в 1890-х годах произошло разделение настоящих и древесных стрижей, всё ещё в рамках одного семейства, которое получило название Macropterygidae. В 1906 году американский орнитолог Гарри Оберхользер предложил использовать для этого семейства название Hemiprocnidae.
В 1990 году была опубликована классификация Сибли — Алквиста, которая окончательно разделила стрижей на два семейства. Вместе с тем некоторые исследователи полагают, что древесные стрижи должны оставаться в семействе стрижиных. При этом настоящие и древесные стрижи имеют много больше анатомических различий, чем типичные родственные семейства воробьинообразных.
Настоящие и древесные стрижи формируют подотряд стрижей (Apodi).

### Классификация
Все древесные стрижи были описаны в промежуток с 1802 по 1833 год. Блестящий и хохлатый клехо первоначально были отнесены к роду настоящие ласточки (Hirundo).
В работу британца Гульда включено пять видов древесных стрижей, он выделял отдельный вид Dendrochelidon wallacеi, обитающий на острове Сулавеси, островах-сателлитах к югу и востоку от него и на острове Сула, обращая внимание на глубокий синий цвет плеч и крыльев соответствующего экземпляра, а также заметно бо́льшие размеры по сравнению с хохлатым клехо и блестящим клехо. В настоящее время птица считается подвидом последнего. В середине XX века учёные говорили о трёх видах древесных стрижей, они полагали, что блестящий и хохлатый клехо являются подвидами с непересекающимися ареалами. Такое предложение в 1940 году высказал американский орнитолог Джеймс Ли Питерс. Исследования Брука, опубликованные в 1969 году, показали, что эти птицы имеют существенные различия, а некоторые характерные особенности хохлатого клехо ближе к ушастому клехо, чем к блестящему. Кроме того, было выяснено, что на юго-западе Таиланда ареалы фактически перекрываются, при этом признаков скрещивания не наблюдается. В настоящее время эти два вида объединяют в надвид: они обладают схожими хохлами и почти идентичной вокализацией. Вместе с тем при незначительной разнице в размерах у них есть различия в оперении лица и брюха, а также в глубине выреза на хвосте.
Международный союз орнитологов выделяет четыре вида древесных стрижей.
| Виды                                           | Виды                   | Виды        | Виды | Виды |
| Научное название                               | Русское название       | Изображение | Описание | Распространение                                                                                                 |
| ---------------------------------------------- | ---------------------- | ----------- | --- | --- |
| Hemiprocne comata (Temminck, 1824)             | Ушастый клехо          |             | Общая длина — 15—17 см; масса — 20,2—26 г; два подвида. На голове белые полосы, хохол выражен слабо, крылья чёрные с белым пятном, остальное оперение тёмно-бронзовое.                                                            | Обитает на полуострове Малакка, на островах Суматра, Калимантан и на Филиппинах.                                |
| Hemiprocne coronata (Tickell, 1833)            | Хохлатый клехо         |             | Общая длина — 23—25 см. Оперение сверху зеленовато-серое, снизу — бледно-серое, брюхо и подхвостье беловатые, на голове тёмный зеленовато-голубой хохол высотой 2,5—3 см.                                                         | Обитает на территории от Индии до Юго-Восточной Азии.                                                           |
| Hemiprocne longipennis (Rafinesque, 1802)typus | Блестящий клехо        |             | Общая длина — 21—25 см; масса — 42,8 г; четыре подвида. Оперение сверху блестящее сине- или зелёно-чёрное, по бокам — бледно-серое, брюхо и подхвостье контрастно белые, голова чёрная, без белых полос, на голове высокий хохол. | Обитает на полуострове Малакка и на Больших Зондских островах.                                                  |
| Hemiprocne mystacea (Lesson & Garnot, 1827)    | Усатый древесный стриж |             | Общая длина — 28—31 см; масса — 56—79 г; шесть подвидов. На голове белые полосы, хохол выражен слабо, оперение сверху серо-голубое, снизу более бледное, живот и подхвостье белые.                                                | Обитает на острове Новая Гвинея, на островах архипелага Бисмарка, Соломоновых островах и на острове Хальмахера. |